# دوکیا هومنا
دوکیا هومنا (اوکراینی: До́кія Кузьмі́вна Гуменна́؛ ۱۰ مارس ۱۹۰۶ – ۴ آوریل ۱۹۹۶) نویسنده اهل اوکراین بود. او از دانش‌آموختگان دانشگاه ملی تاراس شفچنکو کیف است.